# Mönchgut (comune)
Mönchgut è un comune situato sull'isola di Rügen nel Meclemburgo-Pomerania Anteriore, in Germania.
Appartiene al circondario (Landkreis) della Pomerania Anteriore-Rügen ed è parte della comunità amministrativa (Amt) di Mönchgut-Granitz.
Il comune è stato istituito il 1º gennaio del 2018 dall'unione dei comuni di Gager, Middelhagen e Thiessow.